# 寺家ふるさと村
寺家ふるさと村（じけふるさとむら）は、神奈川県横浜市青葉区寺家町にある「横浜ふるさと村」のひとつ。寺家ふるさと村四季の家管理運営委員会が横浜市からの委託を受け、管理している。

## 概要
こどもの国の至近に位置する昔ながらの田園風景が色濃く残っているところで、水田と雑木林が織りなす景観に恵まれた地域となっている。また、季節によっては横浜市内では数少ないホタルを見られる地域でもある。
寺家町の面積86.1 haのうち、12.3 haの土地が緑地保全地域に指定されている。
1983年に横浜ふるさと村の指定を受け、1987年に開村した。

## 施設
- 四季の家
  - 研修室
  - 農産加工室
  - 和食レストラン「寺家乃鰻寮」
- 郷土文化館
- 陶芸舎
- 体験温室
- 釣り堀・熊野池
- テニスクラブ
- 卵や果物などの直売所

## ギャラリー

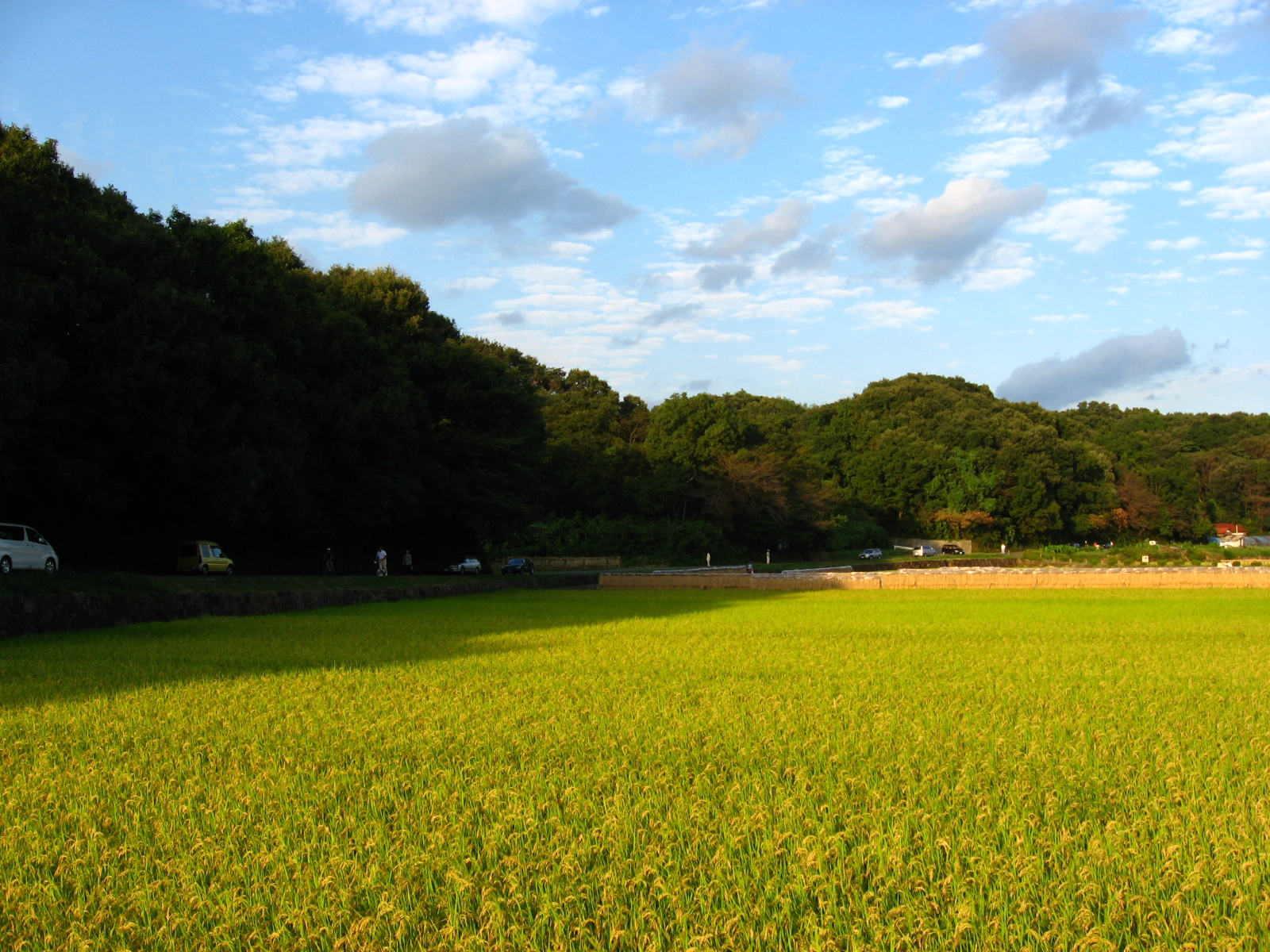
稲刈り前の風景
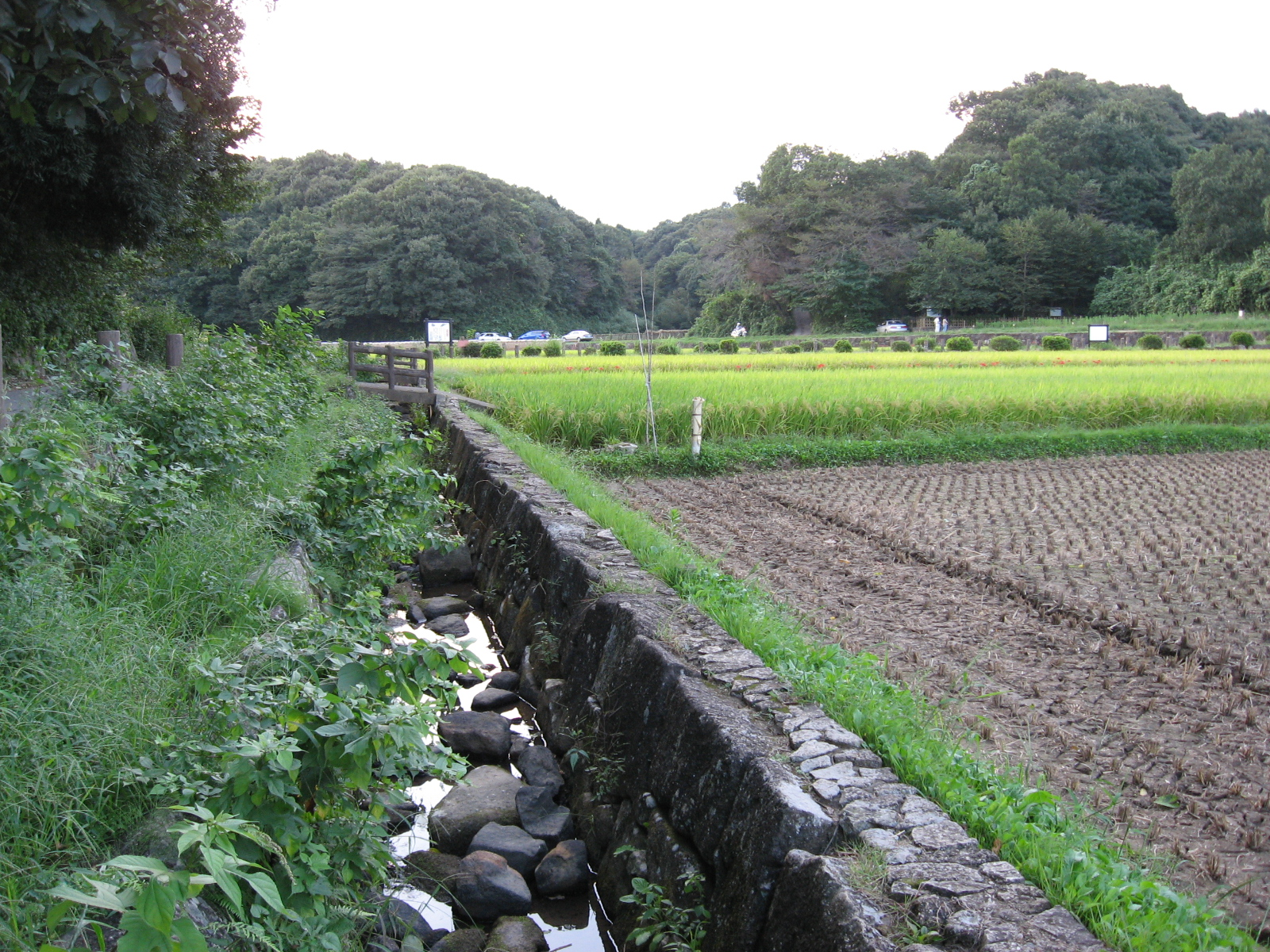
寺家川
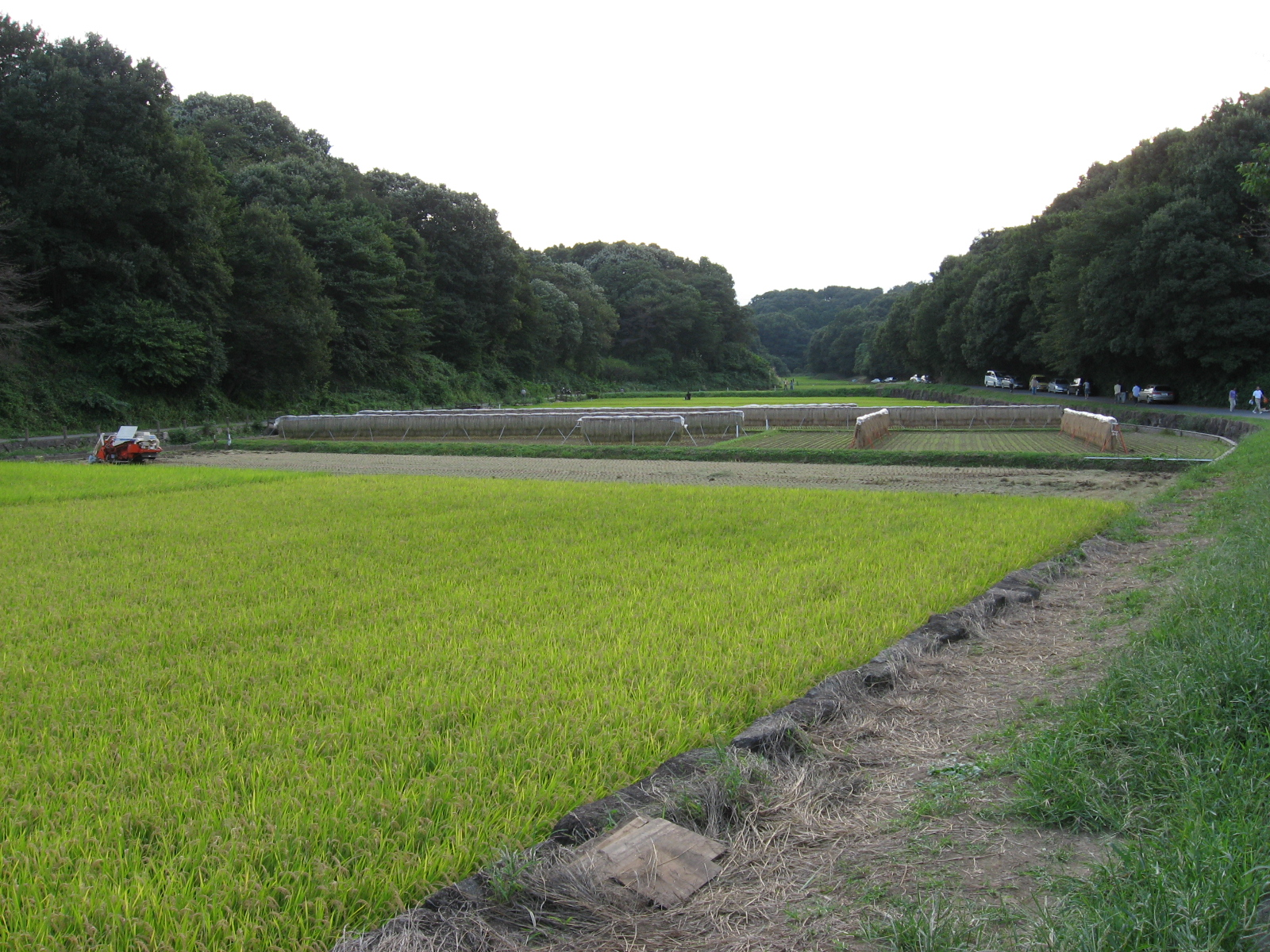
新池付近から大池方面を望む
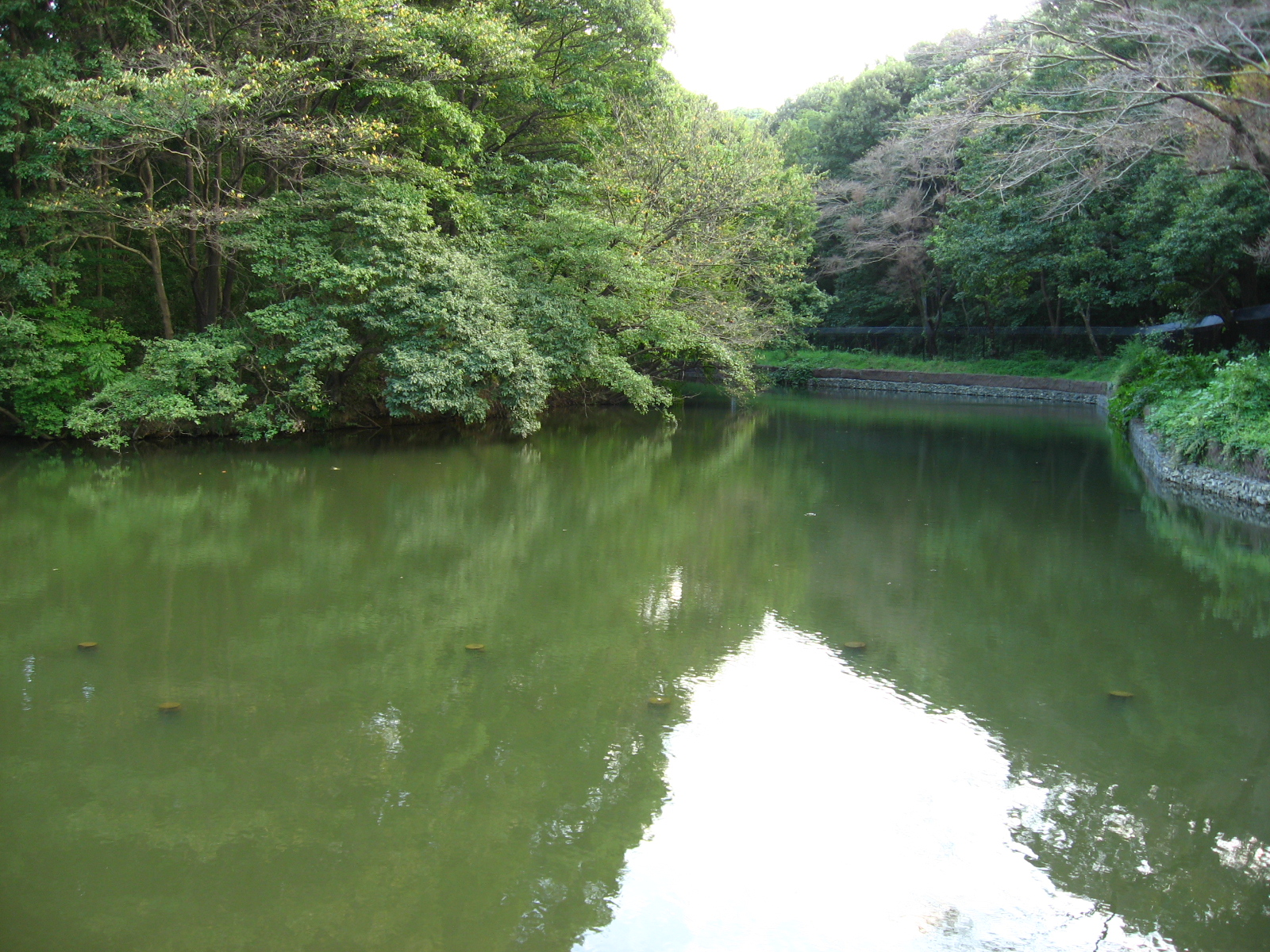
大池
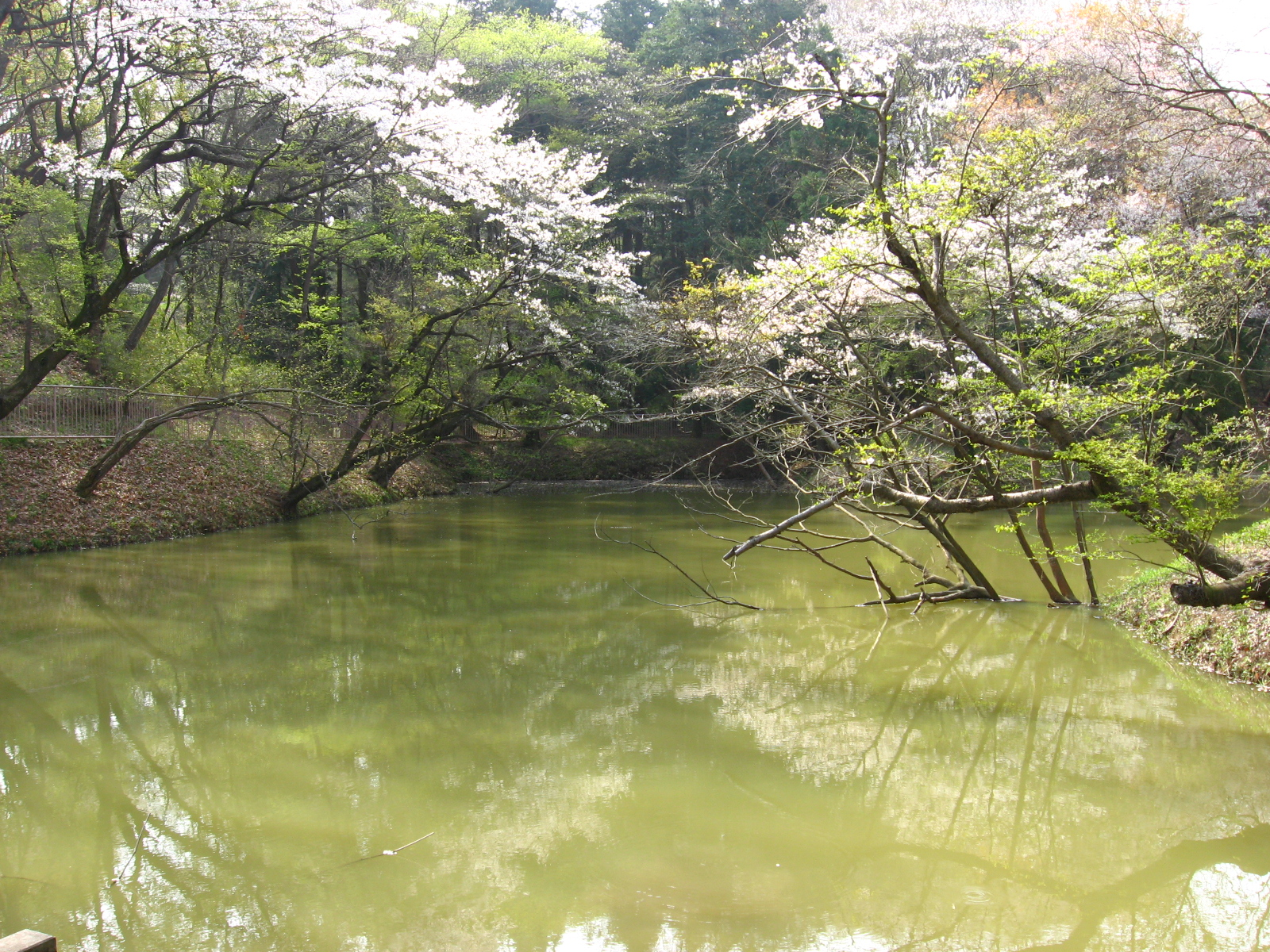
貉池

## その他
- 寺家古墳群 - 青葉区に現存する数少ない古墳群で、ふるさと村近くにある。